# Borolike
Borolike (lat. Pinales), biljni red iz razred Pinopsida koji obuhvaća četinjače iz nekoliko porodica, među kojima su najpoznatiji prestavnici cedar, čempres, jela, smreka, ariš i bor po kojemu cijeli red i porodica borovke nose svoja imena.
Krošnja borolikih često imaj piramidalan oblik, a česti su i kanali sa smolom (smolenice). Cvjetovi su jednospolni, mogu biti jednodomni ili dvodomni, muški oblika resa (maca), s prašnicima a ženski većinom stvaraju tvorevine u obliku češera.
Ove vrste često čine goleme šume, a nejveće među njima je tajga u Rusiji. Postoji najmanje 7 porodica

## Porodice
- Araucariaceae ili araukarijevke
- Cephalotaxaceae ili tisovčevke
- Cupressaceae  ili čempresovke
- Phyllocladaceae  (filokladije, lažolist), danas u porodici Podocarpaceae.
- Pinaceae ili borovke
- Podocarpaceae  ili tisuljevke
- Sciadopityaceae jedna vrsta (Kišobranasta jela ili Japanska pršljenka)
- Taxaceae ili tisovke